# یادگیری دیداری
یادگیری دیداری (به انگلیسی: Visual learning)، یک سبک یادگیری در مدل سبک‌های یادگیری (Fleming VAK/VARK) است که در آن یادگیرنده برای پردازش اطلاعات نیاز به دیدن اطلاعات دارد. یادگیرندگان دیداری می‌توانند از نگاره‌ها، نمودارها، نقشه‌ها و دیگر شکل‌های تحریک دیداری (بصری) برای تفسیر مؤثر اطلاعات استفاده کنند. مدل Fleming VAK/VARK همچنین شامل یادگیری جنبشی و یادگیری شنیداری است. هیچ مدرکی مبنی بر اینکه ارائه مطالب دیداری به دانش‌آموزانی که دارای سبک دیداری هستند، یادگیری را بهبود ببخشد وجود ندارد.